# Sydney Sarel
Sydney Lancaster Sarel (* 18. Juni 1872 in Kensington, Greater London; † 23. Dezember 1950 in Bethnal Green, Greater London) war ein britischer Leichtathlet und anglikanischer Dekan.

## Leben und Karriere
Sarel studierte am Keble College in Oxford, wo er knapp daran scheiterte, im 440-Yards-Lauf die Universitätssportlerauszeichnung Blue zu erringen. Nach seinem Studium trat er eine Laufbahn in der anglikanischen Kirche an und widmete sich innerhalb der Leichtathletik verstärkt dem Gehen sowie dem Querfeldeinlauf.
Bei den Meisterschaften der Amateur Athletic Association 1908 belegte er im Gehen über die Distanz von sieben Meilen den fünften Platz. Bei den Olympischen Spielen desselben Jahres kam er jedoch über 3500 Meter, und somit über die kürzere der beiden ausgetragenen Gehdistanzen, zum Einsatz. Dort musste er in seinem Vorlauf unter anderem gegen den späteren Doppelolympiasieger George Larner antreten und belegte in einer Zeit von 17:06,0 Minuten nur den fünften Platz. Da sich nur die ersten Drei jedes Vorlaufes für das Finale qualifizierten, bedeutete dies das Aus für Sarel im olympischen  Wettbewerb.
Sarel blieb der Leichtathletik sein Leben lang treu. 1928 war er Präsident des London Athletic Club, in der Nachkriegszeit Vizepräsident des Victoria Park Harriers and Tower Hamlets Athletics Club aus dem Osten Londons.
Als Dekan der Gemeinde in Bethnal Green war Sarel dafür bekannt, bis ins hohe Alter jeden Abend um elf Uhr in seine kurze Laufhose zu steigen, seine Olympiamütze aufzusetzen und um den Victoria Park zu joggen. Dies brachte ihm auch den Spitznamen The Parson in Shorts (zu deutsch Der Pfarrer in kurzen Hosen) ein.